# فینال جام حذفی فوتبال ایتالیا ۲۰۱۱
فینال جام حذفی فوتبال ایتالیا ۲۰۱۱ شصت و چهارمین فصل از رقابت‌های کوپا ایتالیا بود. این مسابقه در ۲۹ مهٔ ۲۰۱۱ بین پالرمو و اینتر میلان در ورزشگاه المپیک رم برگزار شد. که در نهایت باشگاه فوتبال اینتر میلان (مدافع عنوان قهرمانی) برای هفتمین بار قهرمان کوپا ایتالیا شد.
ساموئل اتوئو دوبار و دیگو میلیتو یک بار برای اینتر گلزنی کردند.